# Beatrice Arthur
Beatrice "Bea" Arthur (Nova Iorque, 13 de maio de 1922 — Los Angeles, 25 de abril de 2009) foi uma atriz norte-americana que ficou conhecida especialmente por seu trabalho nas séries de TV Maude e The Golden Girls, tendo ganho um prêmio Emmy por cada um destes trabalhos.

## Biografia
Atriz cuja sólida carreira em comédias fez dela uma estrela de séries televisivas como As Super Gatas (The Golden Girls) e Maude, A primeira grande atuação de Bea Arthur foi o da faladeira e liberal Maude Finle, na comédia de Norman Lear chamada All in the Family, Sua atuação e o carinho do público pela personagem era tanto, que logo os executivos da CBS surgiram com o spin-off Maude, só sobre sua personagem. Maude estreou em 1972; Bea Arthur ganhou um Emmy pelo papel cinco anos depois. Durante uma das temporadas Maude passou por um aborto, o que trouxe uma discussão acalourada na mídia norte americana. A controversa e o simbolismo de sua personagem a tornou um dos símbolos do movimento feminista nos EUA.
Em 1985, sete anos após o fim de Maude, Bea Arthur reapareceu como uma das integrantes de The Golden Girls, uma comédia da NBC que já embolsou mais de 10 Emmys, incluindo dois de melhor comédia e prêmios individuais para Arthur e outras atrizes da série, como Estelle Getty, Betty White e Rue McClanahan. Beatrice Arthur nasceu em 13 de maio de 1922 em Nova Iorque. Gravou 180 episódios de As Super Gatas entre os anos de 1985 e 1992, no qual vivia a personagem Dorothy Petrillo Zbornak, uma professora aposentada e divorciada. Dorothy era a mais séria das quatro personagens do seriado. Ela era a filha da personagem de Estelle Getty (1923-2008), Sophia Petrillo.
A atriz estreou na TV em 1951, em Once Upon a Tune. Participou em mais de 50 peças de teatro e 80 séries de televisão, incluindo o famoso Kraft Television Theatre, onde trabalhou de 1951 até 1958. Em 1977, ela ganhou um prêmio Emmy por seu papel em Maude e, em 1988, por As Super Gatas. Beatrice Arthur faleceu aos 86 anos, em 25 de abril de 2009. A atriz, que tinha câncer, completaria 87 anos quinze dias depois.